# BSC Young Boys
A BSC Young Boys a svájci főváros, Bern egyik labdarúgócsapata.
A Young Boys-t 1898. március 14-én alapították, neve egy létező klub, az Old Boys Basel ellentéte. Első meccsüket az Viktoria Plzeň ellen játszották 1898. június 17-én. 
1925-ben a klub átköltözött az újonnan épült Wankdorf Stadionba és az "FC" előtagot "BSC"-re változtatták (Berner Sport Club – Berni Sport Klub) elfogadva azt a tényt, hogy a klub nemcsak labdarúgócsapat volt, hanem bocsa-, kézilabda- és gyeplabdacsapat is.
A klub első aranykora az 1950-es évek volt, amikor 1953-ban és 1958-ban megnyerték a Svájci Kupát, és a svájci bajnokságot négy egymást követő évben 1957-tel kezdődően. A klub az 1958–59-es szezonban a Bajnokcsapatok Európa Kupája (BEK) elődöntőjébe jutott. Második aranykora 2017-től kezdődött, 2017 és 2024 között hét szezonból hatot sikerült megnyerniük, illetve a kupát is kétszer elhódították.

## Sikerek
- Swiss Super League
  -  Bajnok (17): 1902–03, 1908–09, 1909–10, 1910–11, 1919–20, 1928–29, 1956–57, 1957–58, 1958–59, 1959–60, 1985–86, 2017–18, 2018–19, 2019–20, 2020–21, 2022–23, 2023–24

- -  Ezüstérmes (19): 1901–02, 1907–08, 1913–14, 1917–18, 1920–21, 1936–37, 1940–41, 1952–53, 1960–61, 1964–65, 1974–75, 1992–93, 2003–04, 2007–08, 2008–09, 2009–10, 2014–15, 2015–16, 2016–17

- -  Bronzérmes (13): 1904–05, 1905–06, 1916–17, 1925–26, 1932–33, 1937–38, 1944–45, 1955–56, 2005–06, 2010–11, 2011–12, 2013–14, 2021–22

- Svájci Kupa
  -  Győztes (8): 1930, 1945, 1953, 1958, 1977, 1987, 2019–20, 2022–23
  -  Döntős (8): 1929, 1956, 1979, 1980, 1991, 2006, 2009, 2018

- Svájci Ligakupa
  -  Győztes (1): 1976

## Játékoskeret
2025. április 21. szerint:
| #  |     | Poszt | Név                                                 |
| -- | --- | ----- | --------------------------------------------------- |
| 3  | ALG | V     | Jaouen Hadjam                                       |
| 4  | FRA | V     | Tanguy Zoukrou                                      |
| 5  | SUI | V     | Anel Husić                                          |
| 6  | GHA | V     | Patric Pfeiffer (kölcsönben az Augsburg csapatától) |
| 7  | SUI | KP    | Filip Ugrinic                                       |
| 8  | POL | KP    | Łukasz Łakomy                                       |
| 9  | SUI | CS    | Cedric Itten                                        |
| 10 | SUI | KP    | Kastriot Imeri                                      |
| 11 | GAM | KP    | Ebrima Colley                                       |
| 13 | GUI | V     | Mohamed Ali Camara                                  |
| 14 | ZAM | KP    | Miguel Chaiwa                                       |
| 15 | COD | CS    | Meschak Elia                                        |
| 16 | SUI | KP    | Christian Fassnacht                                 |
| 17 | GAM | KP    | Saidy Janko                                         |
| 18 | SUI | K     | Ardian Bajrami                                      |

| #  |     | Poszt | Név                                            |
| -- | --- | ----- | ---------------------------------------------- |
| 20 | SEN | V     | Cheikh Niasse                                  |
| 21 | FRA | CS    | Alan Virginius (kölcsönben a Lille csapatától) |
| 22 | POR | V     | Abdu Conté                                     |
| 23 | SUI | V     | Loris Benito                                   |
| 24 | SUI | V     | Zachary Athekame                               |
| 26 | SUI | K     | David von Ballmoos                             |
| 27 | SUI | V     | Lewin Blum                                     |
| 30 | SUI | KP    | Sandro Lauper                                  |
| 31 | GUI | CS    | Facinet Conte                                  |
| 33 | SUI | K     | Marvin Keller                                  |
| 35 | GUI | CS    | Silvère Ganvoula                               |
| 39 | SUI | KP    | Darian Maleš                                   |
| 40 | SUI | K     | Dario Marzino                                  |
| 50 | SUI | V     | Sadin Crnovršanin                              |
| 77 | POR | CS    | Joël Monteiro                                  |

## Ismertebb játékosok
- Lukács István
- Stéphane Chapuisat
- Hakan Yakın
- Andrés Escobar
- Mini Jacobsen